# Willy Hörning
Willy Hörning (* 18. Juli 1902 in Golzern; † 2. April 1976) war ein deutscher Lehrer, Heimatforscher und Heimatdichter.

## Leben
Willy Hörning wurde 1902 in der Nähe der sächsischen Kreisstadt Grimma geboren und wuchs auf dem Lande in Golzern auf. Schon als Kind begeisterte er sich für Musik und Zeichnen. Nach dem Besuch der Volksschule ging er 1916 an das Lehrerseminar nach Rochlitz, das damals als strenge berufliche Bildungsstätte bekannt war. Hier erlebte er die schweren Jahre des Ersten Weltkrieges und der Nachkriegszeit. 1923 schloss er in Rochlitz seine Lehrerausbildung erfolgreich ab.
Seine ersten Einsatzorte als Lehrer waren Nischwitz und Hohburg in der Nähe von Wurzen. An diesen kleineren Mehrklassenschulen blieb er nur wenige Jahre. 1927 bewarb er sich erfolgreich um eine Lehrerstelle in Thum im sächsischen Erzgebirge. Später wechselte er als Berufsschullehrer in das benachbarte Ehrenfriedersdorf. Seit dieser Zeit wurde das Gebiet rings um die Greifensteine zu seinem neuen Lebensraum, denen er fortan seine heimatkundlichen Forschungen widmete. So ist es nicht verwunderlich, dass eine seiner bedeutendsten Veröffentlichungen den Titel Das Greifensteingebiet trägt. Dabei handelt es sich um das Heft 13 der traditionellen Reihe Städte und Landschaften, die 1961 im Bibliographischen Institut in Leipzig erschien. Daneben schrieb Willy Hörning das gleichnamige Unser kleines Wanderheft, das bis zum Ende der DDR in mindestens fünf Auflagen erschien. Außerdem wirkte er fachkundig an der traditionellen Reihe Werte der deutschen Heimat im Akademie-Verlag mit. Ferner schrieb er das Kapitel Ehrenfriedersdorf im Brockhaus-Reisehandbuch Erzgebirge/Vogtland, das in mehreren Auflagen bis zum Ende der DDR erschien.
Die Zeit des Nationalsozialismus ging nicht spurlos an ihm vorbei. So äußerte er sich 1934 im Erzgebirgischen Sonntagsblatt über das Deutsche Volkstum in der erzgebirgischen Schnitzkunst. Er war von der Wiedergeburt erzgebirgischer Heimatkunst im nationalsozialistischen Staat überzeugt und publizierte thematisch auch darüber.
Nach dem Ende des Zweiten Weltkrieges wirkte er aktiv an der Neugestaltung des kulturellen Lebens im Erzgebirge mit. Mit der Gründung des Kulturbundes wurde er dessen Mitglied, wobei er später für mehrere Jahre in die Kreisleitung Zschopau gewählt wurde. Willy Hörning leitete ferner den Zirkel schreibender Arbeiter, den Theaterring und engagierte sich im Laienspielwesen. Er versuchte sich dabei selbst im Schreiben von Theaterstücken, darunter Menschen des Gebirges, Berggusts heilige Nacht, Spiel vom Frohnauer Hammer und Licht der Weihnacht. Da er kein gebürtiger Erzgebirger war, machte er nicht den Fehler und verfasste seine Dramen in erzgebirgischer Mundart. Gleichwohl befasste er sich auch mit der Mundart des Erzgebirges und das Mundartschaffen. Insgesamt schuf Willy Hörning 12 verschiedene Dramen, von denen Ein Kerl namens Stülpner auch im Eduard-von-Winterstein-Theater in Annaberg-Buchholz gespielt worden ist. Ferner widmete er sich Themen wie Die lange Schicht zu Ehrenfriedersdorf um Oswald Barthel oder der ländlichen Komödie Die Hirschbrunft. Zu seinen Frühwerken zählt das Stück Ein Fest auf Haderslevhuus. Schauspiel in sieben Bildern nach der  gleichnamigen Storm-Novelle, das 1932 in Leipzig als Doppelheft 2/3 der Reihe 2 in der Jugend-Vereins-Bühne in Druck erschien. 
Neben der Dramatik widmete sich Willy Hörning auch der erzählenden Dichtung. Wohl am bekanntesten wurde die Erzgebirgische Rhapsodie, bestehend aus sieben Novellen. Dieses Werk blieb bis zu seinem Tod ungedruckt.
Als Heimatforscher des mittleren Erzgebirges lieferte er zahlreichen Heimatzeitschriften und -kalendern wissenschaftlich fundierte Beiträge, darunter den Sächsischen Heimatblättern, dem Heimatfreund für das Erzgebirge oder dem Kalender Sächsische Gebirgsheimat.
Nach knapp 50 Jahren erfolgreichem Wirken in der Landschaft des mittleren Erzgebirges, starb er 1976 im 74. Lebensjahr.